# Tomești (Hunedoara)
Tomești [ˈtomeʃtʲ] (deutsch Thomsdorf, ungarisch Tomesd) ist eine Gemeinde im Kreis Hunedoara, in der Region Siebenbürgen in Rumänien.
Der Ort ist auch unter den ungarischen Bezeichnungen Felsőtamásd und Tamásfalva bekannt.

## Geographische Lage

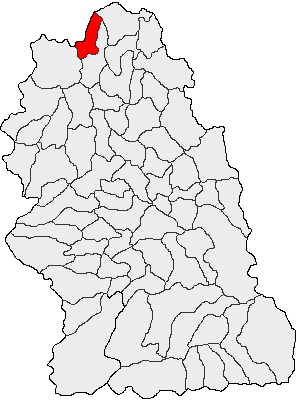
Lage der Gemeinde Tomești im Kreis Hunedoara

Die Gemeinde Tomești liegt im Westen Siebenbürgens in den Südwestausläufern des Bihor-Gebirges im historischen Motzenland. Im Norden des Kreises Hunedoara am Bach Obârșia, ein rechter Nebenfluss des Crișul Alb (Weiße Kreisch), und der Kreisstraße (drum județean) DJ 763A befindet sich der Ort Tomești etwa 22 Kilometer nordwestlich von der nächstgrößeren Kleinstadt Brad (Tannenhof); die Kreishauptstadt Deva (Diemrich) liegt etwa 60 Kilometer südöstlich von Tomești entfernt.

## Geschichte
Eine urkundliche Erwähnung des Ortes Tomești oder eines der Dörfer der Gemeinde ist außer den urkundlichen Angaben mit Errichtung der Kirchen in den Orten der Gemeinde, nicht bekannt.
Die Geschichte der Besiedlung der Region reicht jedoch bis ins Mittelalter zurück. Auf dem Areal der Gemeinde wurden am Ufer des Crișul Alb Reste einer mittelalterlichen Burg gefunden.

## Bevölkerung
Seit der offiziellen Erhebung von 1850 wurde auf dem Gebiet der heutigen Gemeinde Tomești die höchste Einwohnerzahl (2644) und auch gleichzeitig die der Rumänen 1941 ermittelt. Die höchste Bevölkerungszahl der Magyaren (18) wurde 1880, die der Roma (16) 1930 und die der Rumäniendeutschen (3) wurde 1910 registriert. 2002 lebten in der Gemeinde 1298 Menschen, davon bekannte sich einer als Deutscher, restliche als Rumänen.
2012 lebten im abgelegenen Ort Valea Mare de Criș drei Menschen. Im gleichen Jahr hatte die Gemeinde drei Grundschulen und einen Kindergarten mit insgesamt 40 Kinder.

## Sehenswürdigkeiten
- Die Kirchen Sf. Nicolae in Dobroț, Schimbarea la Față in Obârșa und die Sf. Arhangheli im Dorf Leauț, alle im 19. Jahrhundert errichtet, stehen unter Denkmalschutz.[7]